# 高津理容美容専門学校
高津理容美容専門学校（こうづりようびようせんもんがっこう）は、学校法人古武学園が運営する大阪府大阪市中央区にある専修学校。

## 概要
理容・美容・メイク・ネイル・エステを学ぶ。2年制の課程をもち、卒業時に理容師または美容師の国家試験受験資格を得ることができる。
通学は地下鉄・関西圏各私鉄の難波・日本橋の両駅が最寄り駅。
エステティック分野にも力を入れ、早い段階からCIDESCO教育を導入している。
日本理容美容教育センター主催の全国の理容美容学校が参加する「全国理容美容学生技術大会」において、第一回大会（2009年開催）から第七回大会（2015年開催）まで連続して金賞を受賞している。（厳密には理容部門では第三回、美容部門では第四回・第七回と金賞を逃している。）
その後は第十四回（2022年開催）理容部門、第十六回大会（2024年開催）美容部門で金賞を受賞している。
2015年度にはインターコワフュールモンディアルによりベスト・ワールド・アカデミー賞を受賞している。（理美容専門学校としてはハリウッド美容専門学校、山野美容専門学校、資生堂美容技術専門学校に続いて４番目に受賞）

## 沿革
- 1934年 - 大阪文化理髪学校として開校
- 1951年 - 大阪整容専門学校と改称
- 1956年 - 大阪高津理容美容専門学校と改称
- 1977年 - 専修学校となる
- 1987年 - 現校名となる
- 1999年 - 法律改正のため理美容師養成施設2年制に移行
- 2003年 - ホームヘルパー2級養成課程指定認可
- 2007年 - 姉妹校 『高津ライフ・ケア専門学校』（介護福祉士養成課程）設立
- 2012年 - 国際スパ・セラピスト専門学科を設置
- 2013年 - 文部科学大臣より理容科・美容科において「職業実践専門課程」の認定を得る
- 2015年 - ICD(INTER COIFFURE MONDIAL) 2015 Awardsにおいて、ベスト・ワールド・アカデミー賞を受賞する
- 2015年 - 日本ネイリスト協会より特別功労賞受賞
- 2016年 - 文部科学大臣より国際エステ・セラピスト専門学科において「職業実践専門課程」の認定を得る
- 2016年 - 姉妹校『高津ライフ・ケア専門学校』閉校
- 2017年 - 『高津ライフ・ケア専門学校』元校長、疋田康子副理事長が校長就任（副理事長と兼務）
- 2018年 - 理容科・美容科通信課程において、「修得者課程」を設置。昼間課程と併せて両方（理容師・美容師）のライセンスを短期間で取得可能
- 2020年 - 1号館・2号館・4号館・5号館を閉館
- 2020年 - 国際エステ・セラピスト専門学科廃止
- 2023年 - 国際エステティック学科、令和5年度入学生以降の募集停止

## 学科
- 理容科 募集定員30名（全員が理容師資格試験受験資格を取得）
  - ヘアデザイン専攻
  - ブライダルシェービング・エステ専攻
  - 理容就職進学

- 美容科 募集定員320名（全員が美容師資格試験受験資格を取得）
  - ヘアデザイン専攻
  - メイク専攻
  - ネイル専攻
  - ブライダル専攻
  - エステティック専攻
  - エッセンシャルクラス
  - 美容就職進学

- 通信課程（理容科・美容科）
  - 通常課程
  - 修得者課程

## 取得可能な資格
- 理容師国家資格
- 美容師国家資格
- メイク検定
- ネイリスト検定
- ジェルネイル検定中級
- アイコーディネーター3級
- ビューティーコーディネーター検定
- CIDESCOインターナショナルエステティシャン
- 日本エステティック協会認定エステティシャン
- 日本エステティック協会認定フェイシャルエステティシャン
- 日本エステティック協会認定ボディエステティシャン
- パーソナルカラリスト2級

## 交通
- 日本橋駅 (Osaka Metro)、近鉄日本橋駅（近畿日本鉄道）南へ約300m。
- 難波駅 (Osaka Metro)（南海本線・南海高野線）（JR） 東へ約600m。
- 大阪難波駅（近畿日本鉄道・阪神電気鉄道）南西へ約800m。

## 出身者
- 阪井あゆみ（歌手）